# Boogie Listen
|  | Sammenskrivningsforslag Artiklen Boogie Listen er foreslået føjet ind i Boogie (tv-program). (Siden januar 2021) Diskutér forslaget |

Boogie Listen var en dansk musikvideo-hitliste lavet af Boogie. 
Boogie Listen blev sendt om fredagen live fra DR byen. Hver uge var der nogle nye boblere, som kunne stemmes ind på Boogie Listen. Der var 10 videoer, der kæmpede om førstepladsen. I begyndelsen af hvert program skulle de to videoer, der lå nederst, kæmpe om 10.-pladsen. Den video, der fik flest stemmer, rykkede så ind på 10.-pladsen af Boogie Listen, mens den anden røg ud.
I slutningen af hvert program var der top 3 battle; her skulle ugens tre bedste videoer kæmpe om førstepladsen.